# Ablon

Ablon este o comună în departamentul Calvados, Franța. În 1 ianuarie 2022 avea o populație de 1.177 de locuitori.